# Les Indiscrets
Pour plus de détails, voir Fiche technique et Distribution.
Les Indiscrets est un film français de Georges Méliès, sorti en 1896. Le film est considéré comme perdu.